# Ahmad al-Dhahabi
Àhmad adh-Dhahabí ibn Ismaïl (àrab: أحمد الذهبي بن إسماعيل, Aḥmad aḏ-Ḏahabī b. Ismāʿīl), més conegut com Mulay Àhmad (Meknès, 1 de gener de 1677-5 de març de 1729), fou un efímer sultà del Marroc de la dinastia alauita. Era fill del sultà Mulay Ismail.
El seu pare el va nomenar el seu khalifa a Tadla (1699). El 1718 fou declarat hereu i va succeir al seu pare a la seva mort el 22 de març de 1727. Va residir a Meknès. Fou deposat per la guàrdia negra el 13 de març de 1728, que va proclamar sultà el seu germà Mulay Abd al-Malik. Els seus partidaris el van proclamar altre cop a Oued Beht el 3 d'abril de 1728 i va vèncer el seu germà recuperant el poder a Meknès el 18 de juliol de 1728.
Va morir a Meknès el 5 de març de 1729 i hi fou enterrat. Va deixar un fill, Mulay Abu Faris.